# オートカー・ジャパン
『オートカー・ジャパン』（Autocar Japan）は、日本の自動車雑誌。100年以上の歴史を持つイギリスの自動車雑誌、「オートカー」の日本版として、2003年に創刊された。現在はAUTOCAR DIGITAL (Web版)の運営のみ。

## 概要
イギリス本国版の翻訳記事と、日本の編集部員・自動車ジャーナリストが執筆・編集した記事とから構成される。翻訳記事においては、他の日本国内で発行される自動車雑誌でみられるものとは異なった視点・価値観による自動車評をみることができる。
「プレ創刊号」を経て、2003年（平成15年）4月26日に月刊発行が開始された。しかし約12年後の2015年1月発売の3月号をもって休刊。
以降はAUTOCAR DIGITAL (Web版)の運営のみとなる。Web版については、本国英国のサイトにアップされた記事の翻訳および、日本独自の自動車ジャーナリストによる取材記事が混在する。ワールドワイドなautocar.co.ukからの試乗記事の翻訳があるため、日本市場に入っていないモデルの試乗記事が読めるのも特徴。翻訳記事の日本版へのアップロードは、本国で公開された当日、あるいは翌日と素早い。また、試乗記自体の公開されるスピードが非常に早い。

## データ
- 発行・編集：株式会社ACJマガジンズ
- 編集人：笹本健次[3]

## スタッフ

### 編集部員
- 編集長：笹本健次
- ディレクター：三浦圓
- 編集部員：徳永徹
- 上野太朗
- 平井大介

### ウェブサイト(autocar.jp)
- ディレクター：三浦円

### 協力ライター
- 吉田匠
- 小川フミオ
- 川島茂雄
- 山崎元裕
- 佐野弘宗
- 上野和秀

## 主なコーナー
- 海外ニュース
- 国内ニュース
- 初試乗
- EV
- 徹底解説
- 特別企画
- 動画
- モーターショー
- 長期使用報告
- イベント・レポート
- オークション・リザルト
- 取材の手帳から
- スペシャルショップ・ナビ